# Komuna e Pirgut
Komuna e Pirgut är en kommun i Albanien.   Den ligger i prefekturen Qarku i Korçës, i den östra delen av landet, 100 km sydost om huvudstaden Tirana.
Trakten runt Komuna e Pirgut består till största delen av jordbruksmark.  Runt Komuna e Pirgut är det ganska tätbefolkat, med 80 invånare per kvadratkilometer.